# Robert Zelčić
Robert Zelčić est un joueur d'échecs croate né le 21 septembre 1965 à Zagreb. Grand maître international depuis 1997, il a remporté trois fois le championnat de Croatie.
Au 1er avril 2019, il est le douzième joueur croate avec un classement Elo de 2 520 points.

## Biographie et carrière
Zelčić a remporté le championnat de Croatie en 1996, 1998 et 2003.
Il a représenté la Croatie lors de six championnats d'Europe par équipes et lors de six olympiades de 1998 à 2014, remportant la médaille d'argent individuelle au quatrième échiquier lors de l'Olympiade d'échecs de 2006 avec 9 points sur 12 marqués.
Il remporta cinq médailles lors de ses participations à la Coupe Mitropa, dont deux médailles d'or individuelles et une médaille d'or 
par équipe.
En février 1998, il remporta l'open de Saint-Vincent avec 7,5 points sur 9, un point devant Igor Novikov, Thomas Luther, Igor Efimov, Erik van den Doel.
La même année, il gagna le championnat de Croatie de 1998 à Pula, puis il finit premier du tournoi zonal de Dresde en mai 1998, ex æquo avec Ivan Sokolov, devant Viktor Kortchnoï, Ilya Smirin, Rustem Dautov, Lev Psakhis, Emil Sutovsky, Arthur Youssoupov, Boris Alterman, Vadim Milov. Grâce à ce résultat, il était qualifié pour le Championnat du monde de la Fédération internationale des échecs 1999 à Las Vegas où il fut éliminé au premier tour par Alekseï Dreïev (2,5 à 3,5 après départages).
En 2000, il finit 1er-6e de l'open de Bled en Slovénie, ex æquo avec Kozul, Romanichine et Pavasovic.
En 2001, Zelcic remporta l'open de Oberwart (avec 7 points sur 9) et le tournoi de Salone en décembre 2001 avec 6 points sur 8. L'année suivante, il gagna l'open de Ljubljana en juin 2002 (avec 7,5 points sur 9) et l'open de Metz (avec 7,5 points sur 9).
En 2006, il gagna le championnat d'Europe de blitz à Cannes avec 9,5 points sur 12 devant Laurent Fressinet, Vladislav Tkachiev, Christian Bauer, Vadim Milov, Viktor Bologan. En 2007, il finit deuxième du championnat méditerranéen à Cannes.
En 2010, il finit premier au départage de l'open de Pula